# Phragmidium

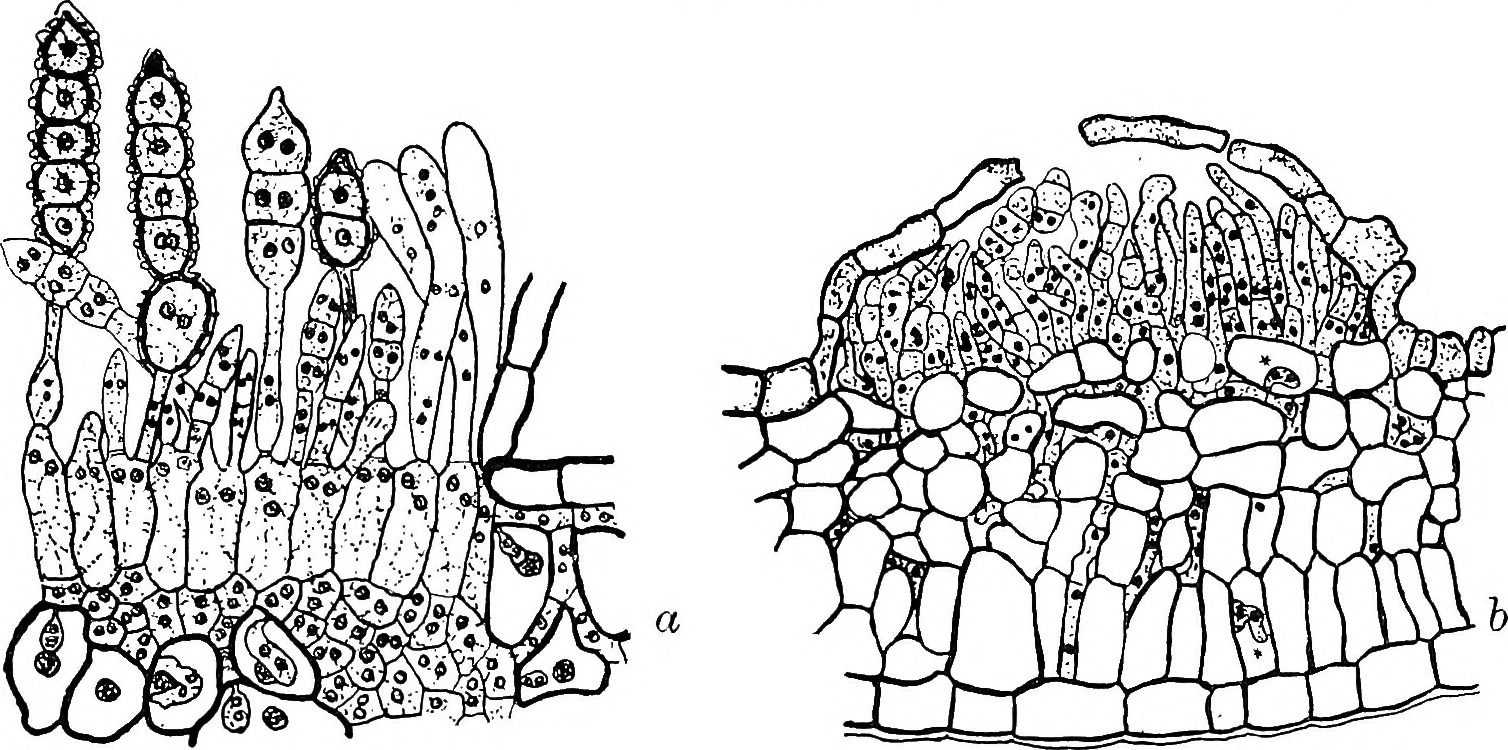
Telia i teliospory Phragmidium bulbosum i Phragmidium violaceum

Phragmidium Link (członik) – rodzaj grzybów z rodziny Phragmidiaceae. Grzyby mikroskopijne, pasożyty jednodomowe roślin, głównie z rodziny różowatych (Rosaceae). W Polsce największe znaczenie mają gatunki wywołujące takie choroby roślin, jak: rdza róży, rdza maliny i rdza jeżyny.

## Morfologia
Spermogonia w postaci ułożonych palisadowo pod skórką rośliny spermacjów, bez peryfiz. Ecja również powstają pod skórką. Posiadają na brzegach wygięte urofizy. Ecjospory zazwyczaj o brodawkowanej, rzadziej kolczastej powierzchni i niewyraźnych, rozproszonych na powierzchni porach rostkowych. Powstające pod skórką uredinia wyposażone są w brzeżne urofizy. Urediniospory zazwyczaj kolczaste. Telia tworzą luźne pęczki. Teliospory dwu- do kilkukomórkowe, o kilkuwarstwowych, brodawkowanych ścianach. Powstają pojedynczo na długich, dołem nabrzmiałych, hialinowych trzonkach. Zazwyczaj w każdej komórce mają po 2–3 pory rostkowe.

## Systematyka i nazewnictwo
Pozycja w klasyfikacji według Index Fungorum: Phragmidiaceae, Pucciniales, Incertae sedis, Pucciniomycetes, Pucciniomycotina, Basidiomycota, Fungi.
Takson ten zdiagnozował w 1816 r. Heinrich Friedrich Link i jego diagnoza jest uznana przez Index Fungorum.
Nazwa polska na podstawie opracowania T. Majewskiego.
Synonimy: Ameris Arthur, Aregma Fr., Earlea Arthur, Epitea Fr., Frommea Arthur, Lecythea Lév., Phragmidiopsis (G. Winter) Mussat, Phragmidium A Phragmidiopsis G. Winter, Teloconia Syd., Trolliomyces Ulbr.

## Gatunki występujące w Polsce
- Phragmidium acuminatum (Fr.) Cooke 1871
- Phragmidium bulbosum (Fr.) Schltdl. 1824
- Phragmidium fragariae G. Winter 1884
- Phragmidium fusiforme J. Schröt. 1870
- Phragmidium mucronatum (Pers.) Schltdl. 1824
- Phragmidium potentillae (Pers.) P. Karst. 1878
- Phragmidium rosae-pimpinellifoliae Dietel 1905
- Phragmidium rubi-idaei (DC.) P. Karst. 1878
- Phragmidium sanguisorbae (DC.) J. Schröt. 1887
- Phragmidium tuberculatum Jul. Müll. 1885
- Phragmidium violaceum (Schultz) G. Winter 1880

Nazwy naukowe na podstawie Index Fungorum. Wykaz gatunków w Polsce według Wstępnej listy grzybów mikroskopijnych Polski.